# Vliegtijd

Basisprincipes van de vliegtijd toegepast op laserafstandsmeting

De vliegtijd is de tijdmeting van de tijd die een object, deeltje of golf (akoestisch, elektromagnetisch enz.) nodig heeft om een bepaalde afstand door een medium af te leggen. Deze informatie kan vervolgens worden gebruikt om de snelheid of padlengte te bepalen, of om meer te weten te komen over de eigenschappen van het deeltje of medium (zoals de samenstelling of de stroomsnelheid). Het bewegende object kan rechtstreeks worden waargenomen, zoals bijvoorbeeld via een ionendetector bij massaspectrometrie, of indirect, zoals bijvoorbeeld door licht dat door een object wordt verstrooid bij Laser Doppler-snelheidsmeting. Vliegtijd technologie heeft waardevolle toepassingen gevonden bij het in beeld brengen en karakteriseren van materialen en biomaterialen, waaronder hydrogel.  
In de kinematica is vliegtijd de tijdsduur waarin een projectiel door de lucht reist. Gegeven de beginsnelheid {\displaystyle u} van een deeltje dat vanaf de grond wordt gelanceerd, de neerwaartse (d.w.z. gravitatie) versnelling {\displaystyle a}, en de projectiehoek {\displaystyle \theta } van het projectiel (gemeten ten opzichte van de horizontaal), dan resulteert een eenvoudige herschikking van de SUVAT-vergelijking
{\displaystyle s=vt-{\begin{matrix}{\frac {1}{2}}\end{matrix}}at^{2}}
in deze vergelijking
{\displaystyle t={\frac {2v\sin \theta }{a}}}
voor de vluchttijd van een projectiel.

## In de natuurkunde
De vliegtijd buis die bij massaspectrometrie wordt gebruikt, wordt vaak geprezen om zijn eenvoud. Voor nauwkeurige metingen van geladen deeltjes met lage energie moeten het elektrische en magnetische veld in de buis echter binnen respectievelijk 10 mV en 1 nT worden gereguleerd.
De homogeniteit van de uittreearbeid van de buis kan worden geregeld met een Kelvin-probe . Het magnetisch veld kan gemeten worden met een fluxgate-kompas . Hoge frequenties worden passief afgeschermd en gedempt door radar absorberend materiaal . Om een willekeurig laagfrequent veld te genereren, wordt het scherm verdeeld in platen (die elkaar overlappen en met elkaar verbonden zijn door condensatoren) met een voorspanning op elke plaat en een voorspanning op de spoel achter de plaat, waarvan de flux wordt afgesloten door een buitenkern. Op deze manier kan de buis worden geconfigureerd om te fungeren als een zwakke achromatische quadrupoollens met een diafragma met een rooster en een vertragingslijndetector in het diffractievlak om hoek opgeloste metingen uit te voeren. Door het veld te veranderen kan de hoek van het gezichtsveld worden aangepast en kan een afbuigende bias worden toegepast om door alle hoeken te scannen.
Wanneer er geen vertragingslijndetector wordt gebruikt, kan het focussen van de ionen op een detector worden bereikt door gebruik te maken van twee of drie Einzel-lenzen die in de vacuümbuis tussen de ionenbron en de detector worden geplaatst.
Het monster moet worden ondergedompeld in de buis met gaten en openingen voor en tegen strooilicht, zodat er magnetische experimenten kunnen worden uitgevoerd en de elektronen vanaf het begin kunnen worden gecontroleerd.

## Vliegtijd-camera
Een vliegtijd-camera, ook wel vliegtijd-sensor genoemd, is een afstandscamerasysteem voor het meten van afstanden tussen de camera en het voorwerp voor elk punt van het beeld op basis van de vliegtijd, de heen- en terugreistijd van een laser, of een LED. Vliegtijd-camera's die gebruik maken van lasers maken deel uit van een bredere klasse LIDAR zonder scanners, waarbij het gehele beeld wordt vastgelegd met elke laserpuls, in tegenstelling tot punt voor punt met een laserstraal zoals bij het scannen van LIDAR-systemen. 
Vliegtijd-cameraproducten voor civiele toepassingen begonnen rond 2000 op de markt te komen, omdat halfgeleiderprocessen de productie van componenten snel genoeg maakten voor dergelijke apparaten. De systemen bestrijken een bereik van enkele centimeters tot enkele kilometers.

## Detector
Een vliegtijd-detector is een deeltjesdetector die onderscheid kan maken tussen een lichter en een zwaarder elementair deeltje met hetzelfde momentum met behulp van hun vliegtijd tussen twee scintillatoren. De eerste van deze scintillatoren activeert een klok wanneer hij wordt geraakt, terwijl de andere de klok stopt wanneer hij wordt geraakt. Als de twee massa's worden aangegeven met m1 en m2 en snelheden hebben v1 en v2 dan wordt het vluchttijdverschil gegeven door
{\displaystyle \Delta t=L(1/v_{1}-1/v_{2})\approx Lc/(2p^{2})(m_{1}^{2}-m_{2}^{2})}
waarin L de afstand is tussen de scintillatoren. De benadering ligt binnen de relativistische limiet bij momentum p En c geeft de snelheid van het licht in vacuüm aan.